# Ballybofey
Ballybofey (irl. Bealach Féich) – miasto irlandzkie leżące w hrabstwie Donegal. Miasto w 2011 roku liczyło 4 852 mieszkańców.